# Thoracostomopsis barbata
Thoracostomopsis barbata är en rundmaskart som beskrevs av E. Ditlevsen 1918. Enligt Catalogue of Life ingår Thoracostomopsis barbata i släktet Thoracostomopsis och familjen Thoracostomopsidae, men enligt Dyntaxa är tillhörigheten istället släktet Thoracostomopsis och familjen Enoplidae. Arten är reproducerande i Sverige. Inga underarter finns listade i Catalogue of Life.